# Robert Rosenberg (Autor)

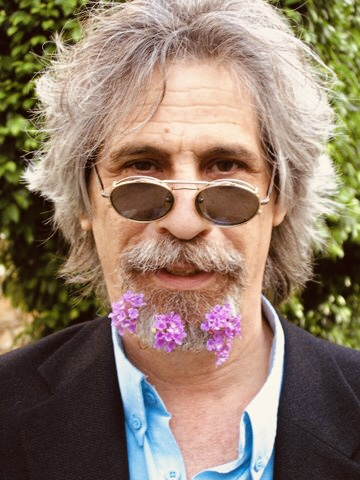
Robert Rosenberg

Robert Rosenberg (* 1951 in Boston; † 25. Oktober 2006 in Tel Aviv) war ein englischsprachiger Krimiautor und Journalist.
Robert Rosenberg zog im Jahr 1973 nach Israel um und studierte an Universität Tel Aviv, später auch an der Harvard University. Nach seinem Studium wurde er Journalist für das Nachrichtenmagazin Time, aber auch für Zeitschriften wie Life und Playboy.
Er starb im Jahr 2006 an Krebs.

## Werke

### Eigene Werke
- 1991: Im Namen des Herrn (Crimes of the City)
- 1993: Stadt der Engel (Cutting Room)
- 1994: House of Guilt
- 1999: An Accidental Murder

### Werke in Zusammenarbeit
- 1996: Secret Soldier. The autobiography of Israel's Greatest Commando.